# Runenstein auf dem Gräberfeld von Reva

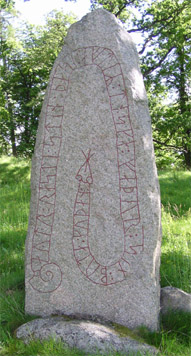
Runenstein auf dem Gräberfeld von Reva

Der 1829 entdeckte Runenstein auf dem Gräberfeld von Reva (Ög 221) steht zusammen mit einigen Gräbern und Steinkreisen aus der frühen Eisenzeit zwischen Norrköping und Linköping, 500 m südöstlich der Törnevalla kyrka in Östergötland in Schweden. Der Runenstein wurde im Jahre 1889 aus dem Turmfundament der Kirche entfernt und hierher versetzt. 
Der Stein ist aus Granit. Die Höhe beträgt 2,46 m, die Breite an der Basis beträgt 1,7 m. Die Runen stehen in einem Schlangenband (schwedisch Ormslinga). Der selten in dieser Weise gravierte Kopf der Schlange ist in der Vogelperspektive (schwedisch fågelperspektiv) dargestellt. Dieser Stil wird mit der ersten Hälfte des 11. Jahrhunderts verbunden. Die Inschrift lautet: 
aytr: rasti: stin: þasi: aftiR: t [ein] sk [a]: Fathur: sein: Buta: Kuthan:.
Øyndr errichtete diesen Stein für Danske, seinen Vater. Er war ein guter Bauer.
Weitere Runensteinfragmente wurden 1829 in und um die Kirche von Törnevalla gefunden. Dies sind der Stein (Ög 223), dessen Rest auf einem Platz westlich des Friedhofs steht und der Stein (Ög 222), von dem ein Fragment in die Friedhofsmauer integriert ist. Ein Runenstein (Ög MÖLM1960, 230) der auch in der Kirche entdeckt wurde steht im Turm der Kirche. 